# Hindley-Gletscher
Der Hindley-Gletscher ist ein rund 20 km langer und 3 km breiter Gletscher an der Black-Küste des Palmerlands auf der Antarktischen Halbinsel. Er fließt von den Wilson Mountains in nördlicher Richtung zum Hilton Inlet.
Das UK Antarctic Place-Names Committee benannte ihn 2020 nach Christopher Hindley (1948–2020), der von 2000 bis 2020 als Einsatzleiter für Schiffsoperationen des British Antarctic Survey tätig war.